# Pancorius changricus
Pancorius changricus är en spindelart som beskrevs av Zabka 1990. Pancorius changricus ingår i släktet Pancorius och familjen hoppspindlar. Inga underarter finns listade i Catalogue of Life.